# 楊啟彥

楊啟彥，GBS，CBE，JP（1941年1月6日—2007年2月8日），前香港政府政務官，首位華人庫務司，曾任九廣鐵路公司管理局主席兼行政總裁。任政府官員期間以其火爆「官威」聞名。

## 生平

### 早年生涯
楊生於香港，祖籍廣東中山，家中排行第六，中學就讀於拔萃男書院，1959年中七畢業，並取得香港大學英皇愛德華七世獎學金進入香港大學歷史系，在1962年以一級榮譽畢業。

### 公務員生涯
大學畢業後，楊啟彥於同年9月加入香港政府工作，前後任職公務員達32年。他最先在1962年擔任政務主任，甫一年即在1963年出任助理華民政務司，到1965年改任新界民政署行政助理。在1968年，楊啟彥獲調離新界，出任社會福利署高級行政助理。此後自1970年至1974年任助理財政司，1974年至1975年任助理經濟司，1975年至1976年任教育司署助理署長，1976年至1979年重任助理財政司，以及在1980年至1981年擔任工商署副署長。
在1982年，楊啟彥獲調任為副經濟司，至1984年改任出口信用保險局總監，終在1986年升任為工業署署長，期間曾任署理工商司，及後又在1989年至1991年改任教育統籌司。到1991年，楊啟彥獲總督衛奕信委任為庫務司，是首位華人出掌此職。當時不少人認為他是財政司或布政司的熱門人選，惟時任港督彭定康卻在1993年，選擇以與楊啟彥同年加入政府的陳方安生為首位華人布政司，相反楊啟彥卻只獲平調運輸司，結果有感意興闌珊，先在同年9月辭去運輸司一職，再在1994年辭官退休。
據了解，廉政公署曾在1993年指楊啟彥曾私下與新華社官員見面，認為他對英國忠誠度不足，因此這成為了楊啟彥不獲升遷的主因。

### 九廣鐵路公司
退休後，楊啟彥曾任職於私人機構信和集團，但期間又有傳聞指他和公司主席黃志祥不咬弦。1996年12月，政府委任楊啟彥出任九廣鐵路公司管理局主席兼行政總裁。其後，被傳媒揭發楊啟彥將九鐵公司變為「獨立王國」（如在未經招標下批出國際都會發展項目），加上落馬洲支線設計不符環保要求被駁回事件，使政府立意整頓九鐵公司的管理及營運。2001年12月，政府委任田北辰出任九廣鐵路公司主席，楊啟彥則只留任行政總裁。田北辰與楊啟彥同在拔萃男書院畢業，田北辰是其師弟。在西門子事件記者會上，楊啟彥指田北辰是其好朋友，但被田北辰當面回應：「希望你不介意，我們不是好好的朋友」，令場面十分尷尬。田北辰亦曾在立法會會議上，批評楊啟彥及其他九鐵管理層「有傲氣」。2003年，政府不與楊啟彥續約，楊啟彥只餘下香港職業訓練局主席一項公職。
香港特首曾蔭權曾稱道楊啟彥在任內，積極發展九鐵網絡，並成功向世界各地的財團集資以興建九鐵新支線 。

### 晚年
雖然在公眾和傳媒面前從不吸煙，但楊啟彥向來有吸煙的習慣，晚年更因此患上心臟病及腎病。他在1998年進行心臟「搭橋」手術後，才開始立心戒煙。於2003年12月，他又接受心臟「通波仔」（冠狀動脈擴張及支架植入手術）手術，同時離任九鐵，其後身體狀況轉壞，他在2004年患上腎衰竭，2006年2月經醫生轉介到北京進行換腎手術，同年9月中曾在瑪麗醫院深切治療部治療，並向職訓局請病假。
楊啟彥2007年2月3日因氣促及咳嗽入院，但情況急速惡化，最終於香港時間2月8日晚上8時07分因肺炎引致腎衰竭在香港瑪麗醫院逝世，終年66歲。在楊彌留前，特首曾蔭權曾在傍晚6時許往醫院探望。而他死後，九鐵一度下半旗致哀。
幾日後，有香港傳媒引述消息指楊啟彥是死於退伍軍人症，但衛生署轄下的衛生防護中心及楊啟彥的家人均以私隱的原因拒絕證實該傳聞的真偽。然而，其後有報道指楊啟彥居住的碧華花園業主立案法團代表開會時，法團主席黎樹濠證實楊啟彥染上退伍軍人症，衛生防護中心也證實該其呼吸輔助儀器及家用濾水器中，發現退伍軍人症病菌。
2007年3月6日，楊啟彥在香港殯儀館舉殯，以基督教儀式進行，曾蔭權、陳方安生、陳祖澤、詹伯樂與田北辰等人均有出席，遺體隨後移送到哥連臣角火葬場火化，骨灰安葬於香港華人基督教聯會薄扶林道墳場。

## 家庭
楊啟彥的妻子是劉詠霜，兩人於1964年結婚，育有一子一女，皆已大學畢業。

## 榮譽與其他公職

### 榮譽
- C.B.E.（1993年）
- J.P.（1994年7月11日，在此以前是官守太平紳士）
- 香港運輸學會資深會員（1997年）
- 香港管理專業協會會士（1998年）
- 金紫荊星章（2005年7月）

### 其他公職
- 香港出口信用保險局總監（1984年）
- 香港職業訓練局主席（1998年1月）
- 香港紅十字會顧問團委員
- 長遠房屋策略諮詢委員會委員
- 香港公益金董事會成員

### 腳注
1. ↑  老董逼走楊啟彥內幕，《壹周刊》622期，2002年2月7日。
2. ↑  .   [2007-03-06]. （原始内容存档于2015-05-12）.

## 外部連結
- 曾蔭權致楊啟彥悼辭全文[永久]

| 官衔                             | 官衔                     | 官衔            |
| -------------------------------- | ------------------------ | --------------- |
| 前任者： 教育及人力統籌司 布立之 | 教育統籌司 1989年–1991年 | 繼任者： 陳祖澤 |
| 前任者： 麥高樂                  | 庫務司 1991年–1993年     | 繼任者： 曾蔭權 |
| 前任者： 梁文建                  | 運輸司 1993年            | 繼任者： 鮑文   |